# مارتن بيورك
مارتن بيورك (بالسويدية: Martin Björk)‏ هو مقدم تلفزيوني سويدي، ولد في 7 نوفمبر 1971 في Bålsta ‏ في السويد.